# Tourcoing LM

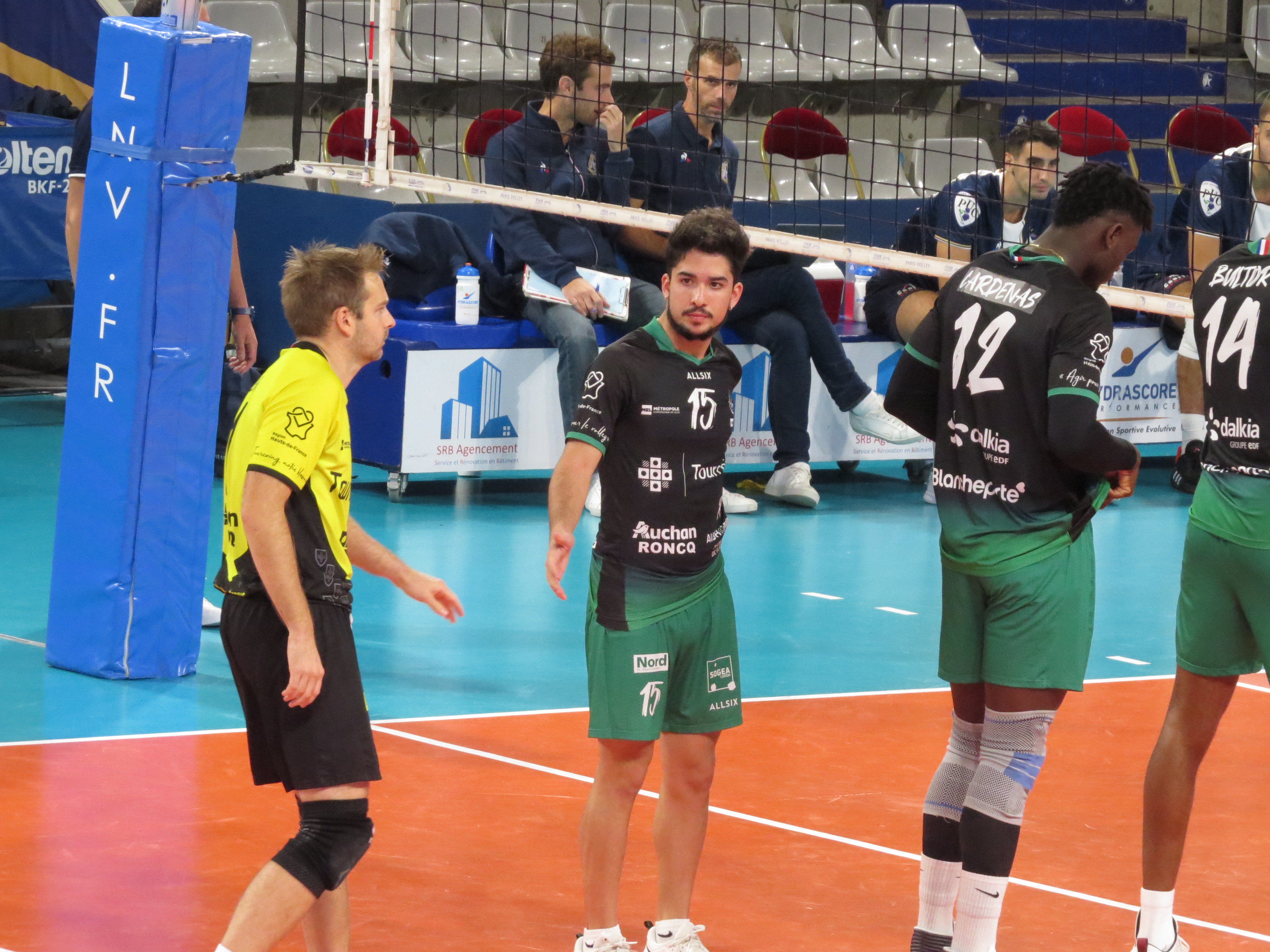
Zawodnicy Tourcoing Lille Métropole VB podczas meczu ligowego w 2. kolejce z Paris Volley dnia 06.10.2020

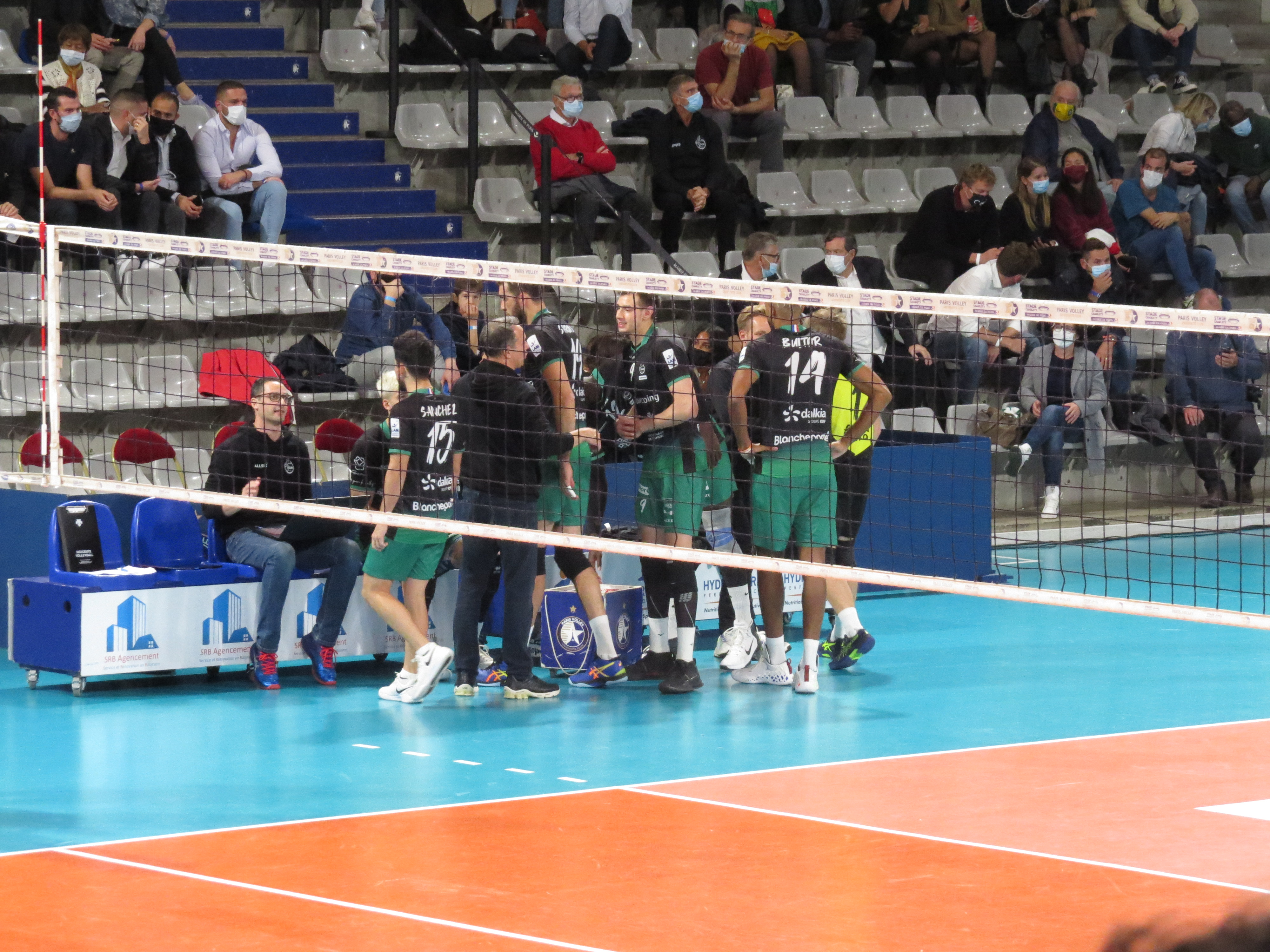
Zawodnicy Tourcoing Lille Métropole VB podczas przerwy w meczu ligowym w 2. kolejce z Paris Volley dnia 06.10.2020

Tourcoing Volley-Ball Lille Métropole (Tourcoing LM) – francuski męski klub siatkarski założony w 1912 roku z siedzibą w mieście Tourcoing.

## Polacy w klubie
| Lata gry  | Imię i nazwisko      |
| --------- | -------------------- |
| 1992–1994 | Piotr Wasilewski     |
| 1993–1994 | Mariusz Sordyl       |
| 1993–1998 | Arkadiusz Wiśniewski |
| 1998–2002 | Mariusz Szyszko      |
| 2003–2004 | Piotr Gruszka        |

## Trenerzy
| Lata      | Imię i nazwisko        |
| --------- | ---------------------- |
| 1998-2002 | Harry Brokking         |
| 2002-2004 | Philippe Salvan        |
| 2004-2009 | Marcelo Fronckowiak    |
| 2009-2013 | Paulo Ricardo Ferreira |
| 2013-2016 | Olivier Lecat          |
| 2016-2020 | Igor Juričić           |
| 2020-2023 | Maurício Paes          |
| 2023-     | Dorian Rougeyron       |

## Sukcesy
Ligue A:
- 2001, 2002, 2009

Puchar CEV:
- 2005

Ligue B:
- 2014, 2017

Puchar Francji:
- 2018, 2025[7]

## Bilans sezon po sezonie
| 2007/2008 | Pro A              | 4. miejsce  | ćwierćfinał |                  |             |
| 2008/2009 | Pro A              | 2. miejsce  | 2. miejsce  | Puchar Challenge | ćwierćfinał |
| 2009/2010 | Ligue A            | 7. miejsce  | 1/4 finału  | Puchar CEV       | ćwierćfinał |
| 2010/2011 | Ligue A            | 9. miejsce  | ćwierćfinał |                  |             |
| 2011/2012 | Ligue A            | 7. miejsce  | 1/16 finału |                  |             |
| 2012/2013 | Ligue A            | 14. miejsce | 1/8 finału  |                  |             |
| 2013/2014 | Ligue B            | 1. miejsce  | 1/16 finału |                  |             |
| 2014/2015 | Ligue A            | 14. miejsce | 1/16 finału |                  |             |
| 2015/2016 | Ligue B            | 3. miejsce  | 1/8 finału  |                  |             |
| 2016/2017 | Ligue B            | 1. miejsce  | 1/8 finału  |                  |             |
| 2017/2018 | Ligue A            | 7. miejsce  | 1. miejsce  |                  |             |
| 2018/2019 | Ligue A            | 9. miejsce  | 1/8 finału  | Puchar CEV       | 1/16 finału |
| 2019/2020 | Ligue A            | —           | 1. runda    |                  |             |
| 2020/2021 | Ligue A            | 7. miejsce  |             |                  |             |
| 2021/2022 | Ligue A            | 7. miejsce  | 1/8 finału  |                  |             |
| 2022/2023 | Ligue A            | 5. miejsce  | 1/8 finału  |                  |             |
| 2023/2024 | Marmara SpikeLigue | 4. miejsce  | ćwierćfinał |                  |             |
| 2024/2025 | Marmara SpikeLigue | 4. miejsce  | 1. miejsce  | Puchar Challenge | 1/8 finału  |
| • Rozgrywki ligowe w sezonie 2019/2020 we Francji zostały przerwane z powodu rozprzestrzenia się koronawirusa COVID-19 |                    |             |             |                  |             |

| Sezon     | Rozgrywki ligowe | Rozgrywki ligowe | Puchar Francji | Europejskie puchary | Europejskie puchary |
| Sezon     | Poziom           | Miejsce          | Puchar Francji | Rozgrywki klubowe   | Osiągnięcie         |
| --------- | ---------------- | ---------------- | -------------- | ------------------- | ------------------- |
| 1990/1991 | Ligue B          |                  |                |                     |                     |
| 1991/1992 | Ligue B          | 3. miejsce       |                |                     |                     |
| 1992/1993 | Nationale 1A     | 10. miejsce      |                |                     |                     |
| 1993/1994 | Nationale 1A     | 4. miejsce       |                |                     |                     |
| 1994/1995 | Nationale 1A     | 6. miejsce       |                | Puchar CEV          | 1/8 finału          |
| 1995/1996 | Nationale 1A     | 7. miejsce       | ćwierćfinał    |                     |                     |
| 1996/1997 | Pro A            | 4. miejsce       |                |                     |                     |
| 1997/1998 | Pro A            | 7. miejsce       | 2. miejsce     |                     |                     |
| 1998/1999 | Pro A            | 9. miejsce       | 2. miejsce     |                     |                     |
| 1999/2000 | Pro A            | 3. miejsce       | ćwierćfinał    |                     |                     |
| 2000/2001 | Pro A            | 2. miejsce       | półfinał       | Puchar CEV          | ćwierćfinał         |
| 2001/2002 | Pro A            | 2. miejsce       | 2. miejsce     | Puchar CEV          | 1/8 finału          |
| 2002/2003 | Pro A            | 4. miejsce       | 1/8 finału     | Puchar CEV          | 4. miejsce          |
| 2003/2004 | Pro A            | 3. miejsce       | półfinał       | Puchar CEV          | faza główna         |
| 2004/2005 | Pro A            | 4. miejsce       | 2. miejsce     | Puchar CEV          | 3. miejsce          |
| 2005/2006 | Pro A            | 4. miejsce       | ćwierćfinał    | Puchar CEV          | ćwierćfinał         |
| 2006/2007 | Pro A            | 8. miejsce       | 2. miejsce     | Puchar CEV          | 1/8 finału          |

Poziom rozgrywek:
     pierwszy, najwyższy ogólnokrajowy
     drugi
     trzeci
     czwarty
     piąty

## Kadra

### Sezon 2024/2025[11]
- 1.  Édouard Louchart
- 2.  Thibault Loubeyre
- 3.  Amir Tizi-Oualou
- 4.  Marx Aru
- 6.  Tom Lavigne
- 7.  Ignacio Luengas
- 8.  Clément Le Moal
- 10.  Namory Dosso
- 11.  Simon Roehrig
- 12.  Cyprien Rotsaert
- 13.  Tomasi Luaki
- 15.  Zac Hutcheson
- 16.  Pablo Kukartsev
- 20.  Jan Martínez Franchi
- 22.  Michaël Parkinson

### Sezon 2023/2024[12]
- 1.  Édouard Louchart
- 2.  Thibault Loubeyre
- 3.  Giovanni Maria Gargiulo (od 05.03.2024)
- 4.  Robson Rodrigues
- 5.  Petar Christoskow
- 6.  Tom Lavigne
- 7.  Matías Giraudo
- 8.  Clément Le Moal
- 9.  Rune Fasteland
- 11.  Simon Roehrig
- 13.  Tomasi Luaki
- 14.  Gustavs Freimanis
- 15.  Quentin Dalle
- 16.  Pablo Kukartsev
- 17.  Ryley Barnes
- 19.  Gonzalo Quiroga

### Sezon 2022/2023
- 1.  Renan Buiatti
- 2.  Thibault Loubeyre
- 4.  Alix Chamala
- 5.  Rémi Dumont
- 6.  Thomas Lavigne
- 7.  Antony Gonçalves
- 8.  Eliot Coulet
- 9.  Jay Blankenau
- 10.  Moritz Reichert
- 11.  Simon Roehrig
- 12.  Lucas Van Berkel
- 14.  Daryl Bultor
- 17.  Ryley Barnes
- 18.  Grégory Gempin

### Sezon 2021/2022
- 1.  Julien Lemay
- 2.  Thibault Loubeyre
- 4.  Alix Chamala
- 7.  Felipi Rammé
- 8.  Eliot Coulet
- 9.  Agustín Loser
- 10.  Julien Winkelmuller
- 11.  Simon Roehrig
- 12.  Julio Cardenas
- 13.  Gabriel Vaccari Kavalkievicz
- 14.  Daryl Bultor
- 15.  Matías Sánchez
- 17.  Gabriel Bertolini
- 18.  Grégory Gempin
- 20.  Théo Bray

### Sezon 2020/2021
- 1.  Julien Lemay
- 4.  Julien Legrand
- 5.  Loïc Manuohalalo
- 7.  Luciano Palonsky
- 8.  Eliot Coulet
- 9.  Agustín Loser
- 10.  Lourenço Martins
- 11.  Simon Roehrig
- 12.  Julio Cardenas
- 13.  Lucas Lilembo
- 14.  Daryl Bultor
- 15.  Matías Sánchez
- 18.  Grégory Gempin
- 19.  Saša Starović
- 20.  Théo Bray
- Árpád Baróti (od 28.12.2020)

### Sezon 2019/2020
- 1.  Julien Lemay
- 2.  Brandon Koppers
- 3.  Nicholas Butler
- 4.  Julien Legrand
- 5.  Loïc Manuohalalo
- 6.  Lucas Lilembo
- 7.  Raphaël Pascal
- 8.  Eliot Coulet
- 9.  Max Chamberlain
- 10.  Pedro Rangel
- 11.  Miran Kujundžić
- 12.  Gauthier Bonnefoy
- 13.  Ronald Jimenez
- 14.  Miguel Ángel Fornés
- 15.  David Fiel Rodriguez

### Sezon 2018/2019
- 1.  Quentin Schouteten
- 2.  Tom Cannessant
- 3.  Bennie Tuinstra
- 4.  Ołeksij Klamar
- 6.  Martti Juhkami
- 7.  Raphaël Pascal
- 9.  Guillaume Vedel
- 10.  Daniel McDonnell
- 11.  Thibaut Thoral
- 12.  Maksym Drozd
- 13.  Ronald Jimenez
- 14.  Julien Lemay
- 16.  Matthias Valkiers

### Sezon2017/2018
- 1.  Quentin Schouteten
- 2.  Tom Cannessant
- 3.  Peter Wohlfahrtstätter
- 4.  Ołeksij Kłjamar
- 5.  Miguel Tavares Rodrigues
- 6.  Martti Juhkami
- 7.  Tim Smit
- 8.  Maxime Capet
- 9.  Guillaume Vedel
- 10.  Julien Lemay
- 11.  Thibaut Thoral
- 12.  Marc Zopie
- 13.  Ronald Jimenez
- 17.  Liu Libin